# Шаповалівка (Охтирський район)
Шапова́лівка (МФА: [ʃɐpoˈʋɑʎiu̯kɐ] ( прослухати)) — село в Україні, у Грунській сільській громаді Охтирського району Сумської області. Населення становить 176 осіб. Колишній орган місцевого самоврядування — Рибальська сільська рада.

## Географія
Село Шаповалівка розташоване між річками Грунь і Ворскла (3-5 км). На відстані до 1 км розташовані села Рибальське, Бандури і Жолоби. До села примикають невеликі лісові масиви (дуб).

## Історія
12 червня 2020 року, відповідно до розпорядження Кабінету Міністрів України № 723-р «Про визначення адміністративних центрів та затвердження територій територіальних громад Сумської області», село увійшло до складу Грунської сільської громади.
19 липня 2020 року, в результаті адміністративно-територіальної реформи та ліквідації Охтирського району(1923-2020), громада увійшла до складу новоутвореного Охтирського району.

## Населення

### Мова
Розподіл населення за рідною мовою за даними перепису 2001 року:
| Мова       | Кількість | Відсоток |
| ---------- | --------- | -------- |
| українська | 170       | 96.59%   |
| російська  | 6         | 3.41%    |
| Усього     | 176       | 100%     |

## Культура
Традиція приготування сушки з фруктів у селах Охтирщини є об'єктом нематеріальної культурної спадщини України.